# Хассунская культура
Хассу́нская культура — археологическая культура или фаза в развитии материальной культуры Северной Месопотамии, относящаяся к керамическому неолиту. В общих чертах датируется 6-м тысячелетием до н. э. Название — по памятнику Телль-Хассуна в Северном Ираке, где были впервые обнаружены осколки типичной керамики. Сформировалась на базе местной традиции Телль-Сотто—Умм-Дабагии («протохассуны»), развилась в самаррскую культуру, с которой частично сосуществовала; на западе контактировала с халафской культурой. Хассуну часто описывают как ранний этап развития Самарры или как ранний этап единой традиции Хассуны-Самарры.

## Характеристика
Около 6000 г. до н. э. люди переселились в предгорья северо-западной Месопотамии, где уровень осадков был достаточным для неполивного (богарного) земледелия в ряде мест. Это были первые земледельцы на крайнем севере Месопотамии (в регионе, где позднее возникла Ассирия). Они изготавливали керамику специфического «хассунского стиля» из глины светлых тонов с линейными рисунками красноватой краской.
Жители Хассуны жили в небольших посёлках площадью 1-3 гектара. Даже самые крупные поселения Хассуны были меньше, чем за 1000 лет до того в Иерихоне, и существенно меньше, чем в анатолийском Чатал-Гююке, который в то время был ещё населён. Едва ли население какой-либо из хассунских деревень превышало 500 человек.
В Тель-Хасуна глинобитные дома, сооружённые вокруг открытых площадей в центре поселений, а также изящная расписная керамика вытесняют более раннюю грубую керамику. О сельскохозяйственном образе жизни свидетельствуют топоры, серпы, мельничные камни, закрома, печи для выпечки и многочисленные кости одомашненных животных. Женские статуэтки являются предметами культа, а погребения в пифосах вместе с пищей говорят о наличии веры в загробную жизнь. Связь хассунской керамики с керамикой Иерихона показывает распространённость данной культуры.

## Исследования
Первые образцы хассунской керамики были обнаружены экспедицией Макса Маллована при раскопках древнейших слоёв Ниневии в 1931 году. Важнейшие поселения хассунской культуры: Телль-Хассуна и Ярым-тепе I в Синджарской долине. Второе из них было раскопано в 1969—1976 гг. А. А. Бобринским и другими советскими археологами.